# 和泉史郎
和泉 史郎（いずみ しろう、1961年5月6日 - ）は、日本の元俳優。本名は常盤 一郎（）。
千葉県出身。千葉県立八千代東高等学校卒業。以前は、Vacdeville、放映新社に所属していた。既婚。

## 来歴・人物
東映演技研修所を経て、東映俳優センターに所属。その後、劇団東京ヴォードヴィルショーなどで活躍した。
1985年、スーパー戦隊シリーズ『電撃戦隊チェンジマン』の大空勇馬 / チェンジペガサス役として出演。
1992年、同じくスーパー戦隊シリーズ『恐竜戦隊ジュウレンジャー』のブライ / ドラゴンレンジャー役として再び出演し、シリーズ初の6人目の戦士を演じた。
特技は、剣道、野球、ゴルフ。2000年に芸能界を引退し、丸ビル内の天ぷら店「天まる」に勤務していた。
2023年8月退職。

## エピソード
『チェンジマン』では、レッド役（剣飛竜 / チェンジドラゴン役）狙いでオーディションを受けたが、最終的には三枚目の役で起用された。自動二輪免許を取得していたため、同じく免許を持っていた疾風翔 / チェンジグリフォン役の河合宏とともにオートバイのシーンを担うことが多かった。
『ジュウレンジャー』でのブライ / ドラゴンレンジャー役は、当初は5話程度のゲスト出演でオファーを受けたものの人気を獲得したことで、予定を変更して番組後半まで活躍することになった。プロデューサーの白倉伸一郎は和泉には柔らかいイメージがあったため起用を反対していたが、結果的に人気を博したのでグウの音も出ないと述べている。ファンレターの多くは、『チェンジマン』をリアルタイムで視聴していた母親層からであったという。自宅の前にファンの親子が待っていたが、洗濯物を盗まれたり車に落書きをされるなどの迷惑行為もあった。共演した望月祐多は、和泉について年上で頼れる存在であったといい、役柄同様に兄のように慕っていたと述べている。
後楽園ゆうえんち野外劇場（当時）のスーパー戦隊ショーに和泉が登場したときの好評ぶりが、以後のシリーズ作品で変身前を演じる俳優が公演に加わるきっかけとなった。
『チェンジマン』撮影時は、嵐の相葉雅紀の叔母にヘアーカットして貰っており、実家に呼んでもらってチェンジペガサスのサインを渡したことがあったという。

## 出演

### テレビドラマ
- 星雲仮面マシンマン 第3話「アイドルをつぶせ」（1984年、NTV） - 長原投手
- 花王 愛の劇場 / 人生はガタゴト列車（1984年、TBS）
- 私鉄沿線97分署 第8話「暴走族にグッドバイ!」（1984年、ANB）
- スーパー戦隊シリーズ（ANB）
  - 電撃戦隊チェンジマン（1985年 - 1986年） - 大空勇馬 / チェンジペガサス[注釈 1]
  - 恐竜戦隊ジュウレンジャー（1992年 - 1993年） - ブライ / ドラゴンレンジャー
  - 忍者戦隊カクレンジャー 第9話「どっきり生中継」（1994年） - お助け侍
  - 超力戦隊オーレンジャー 第3話「危機超力の秘密」（1995年） - 健一の父
- スケバン刑事II 少女鉄仮面伝説 第18話「サキ男子校入学!? ツッパリハイスクール」（1986年、CX） - 風（かぜ）
- 金曜女のドラマスペシャル / 冷たい夏〜女子大生就職活動日記（1986年、CX）
- 木曜ゴールデンドラマ（YTV）
  - 母の叫び（1986年）
  - 春の姉妹（1987年）
- 武蔵坊弁慶 第32回「衣川立往生」（1986年、NHK） - 郎党
- 暴れん坊将軍（ANB）
  - 暴れん坊将軍II 第176話「決戦前夜の仮祝言!」（1986年） - 政吉
  - 暴れん坊将軍III（1988年 - 1989年） - め組の若衆 虎三
- おんな風林火山（1986年 - 1987年、TBS） - 上杉景虎
- 土曜ワイド劇場（ANB）
  - 西村京太郎トラベルミステリー L特急雷鳥九号殺人事件（1987年） - 川原明
  - 雨の中の殺人者（1992年）
  - 牟田刑事官事件ファイル22 関門海峡 - 横浜連続殺人（1996年） - 喫茶店マスター
  - 超完全犯罪の女医（1998年） - 安藤達也
  - 西村京太郎トラベルミステリー 秋田新幹線こまち殺人事件（1999年） - 井上
- ジャングル 第16話「警官が狙われた!」（1987年、NTV）
- ハングマンGOGO 第16話「緊急指令・本日限リデ解散セヨ!」（1987年、ABC） - 村野ノブヒコ
- 水曜ドラマスペシャル / みちのくハネムーン殺人事件（1987年、TBS）
- 大岡政談（1987年、ANB） - 加納縫之助
- 土曜ドラマスペシャル / レモンの香りのする女（1988年、TBS）
- 火曜サスペンス劇場（NTV）
  - 浅見光彦ミステリー第4作「美濃路殺人事件」（1988年9月13日）- 八王子市の会社員・高桑雅文（武藤章生）の息子・高桑義男
  - 望郷（1989年）
  - 野望の国（1989年） - 亀山社中
  - ベビーシッター殺人事件（1990年）
  - 女動物医事件簿第3作「人見知りする犬」（1991年12月17日）- 内海
  - わが町V「勝てば天国負ければ地獄! 幼児誘拐犯VS刑事達」（1994年10月4日）
  - 当番弁護士第3作「金融業者殺しの無実を立証できるポケベル援助交際の女子高生を探せ」（1997年2月4日）
  - 弁護士・高林鮎子
    - 女弁護士・高林鮎子15「飛騨高山の女」（1994年11月15日） - 水原刑事
    - 女弁護士・高林鮎子20「豊肥本線早春の死角」（1997年3月11日）

  - 歪んだ鏡（1995年）
  - 犯罪心理分析官ファイナル（1998年9月1日）- 警官
- もっとあぶない刑事 第2話「攻防」（1988年、NTV） - 黒井アキラ
- 初夜（1988年、TBC）
- 恋人の歌が聞こえる（1989年、NTV）
- 徒然草 殺しの硯（1990年、TX）
- いけない女子高物語（1990年、NTV） - 聖マリアーナ学園教師 篠田太郎
- 戦国乱世の暴れん坊・齋藤道三 怒涛の天下取り（1991年、ANB）
- 火曜ミステリー劇場 / 独身キャリアウーマンの甘い夢（1991年、ANB）
- 月曜ドラマスペシャル（TBS）
  - さそり 究極のセールスマンたち…（1991年）
  - 三浦海岸魚河岸物語（1991年）
  - 十津川警部シリーズ6 萩・津和野に消えた女（1994年） - 白井敬一郎
- 世にも奇妙な物語（CX）
  - 人格改造ドリンク（1991年） - 田所
  - ネチラタ事件（1992年） - 田中の息子
- 映画みたいな恋したい / 愛と青春の旅だち（1991年、TX）
- 外科医有森冴子スペシャル 冴子の父は殺人犯!? 甦る36年前の惨劇!! 疑惑に揺れる父と娘の絆（1991年、NTV）
- 七つの離婚サスペンス / 美しい朝（1993年、KTV）
- 砂の上の家（1993年、CX）
- 名奉行 遠山の金さん 第6シリーズ 第9話「女、霧の中の殺意」（1994年、ANB） - 清吉
- 水戸黄門（TBS）
  - 第23部 第37話「育ての母は木曽節お仙・妻籠」（1995年） - 喜太郎
  - 第24部 第5話「母と名乗れぬ女の涙・桑名」（1995年） - 定吉
- はぐれ刑事純情派IX 第8話「企業内イジメ! 派遣OLの復讐」（1996年、ANB）
- 流れ板七人 第5話「花嫁の父のカレーライス」（1997年、ANB）
- 編笠十兵衛 第7話「暗闘! 赤穂浪士狩り」（1997年、TX） - 高田郡兵衛
- 金曜エンタテイメント（CX）
  - 釣りデカ事件簿 海の密室殺人事件（1997年）
  - おふくろに捧げる歌（1998年）
- 大岡越前 第15部 第19話「花は知っていた」（1999年、TBS） - 富吉

### 映画
- 電撃戦隊チェンジマン（東映） - 大空勇馬 / チェンジペガサス
  - 劇場版 電撃戦隊チェンジマン（1985年）
  - 劇場版 電撃戦隊チェンジマン2 シャトルベース! 危機一髪!（1985年）
- スターダスト・ストーリー 星砂物語（1987年、エヌ・エス・オージャパン）
- ラブ・ストーリーを君に（1988年、東映）
- スーパー戦隊ワールド（1994年、東映） - マサト ※イベント用3D映画
- 仮面ライダーワールド（1994年、東映） - 勇樹 ※イベント用3D映画
- 日本一短い「母」への手紙（1995年、東映）
- 借王3（1998年、日活）
- 稚内発 学び座（1999年、JTAキネマ東京）

### オリジナルビデオ
- 虜 ザ・ボディ（1995年、イメージファクトリー）
- Another XX 黒い追跡者（1997年、東映ビデオ）- 大久保刑事

### 舞台
- 水に溺れる魚の夢（1993年、劇団東京ヴォードヴィルショー）
- ドン・トン・カルレオーネのギャグギャグエブリバディー（1993年、劇団東京ヴォードヴィルショー）
- 坂本冬美公演
- 松平健公演